# Cliffortia subsetacea
Cliffortia subsetacea är en rosväxtart som först beskrevs av Christian Friedrich Frederik Ecklon och Zeyh., och fick sitt nu gällande namn av Friedrich Ludwig Diels, Harry Bolus och Wolley-dod. Cliffortia subsetacea ingår i släktet Cliffortia och familjen rosväxter. Inga underarter finns listade i Catalogue of Life.